# Folytonos valószínűségi változó
Az X valószínűségi változó folytonos, ha az eloszlásfüggvénye folytonos függvény. Másképp fogalmazva: az X valószínűségi változó értékkészlete folytonos, azaz bármilyen valós számértéket tartalmazhat.
A folytonos valószínűségi változók egy nagyon fontos osztályát képezik az abszolút folytonos valószínűségi változók.

## Lásd még
- Nulla valószínűségű esemény